# USCGC Oak (WLB-211)
USCGC Oak (WLB-211) – amerykański tender boi nawigacyjnych należący do United States Coast Guard z XXI wieku. Okręt służy do ustawiania znaków nawigacyjnych i jego portem jest Charleston w Południowej Karolinie. Pełni służbę na obszarze południowo-wschodniego wybrzeża USA i wzdłuż Morza Karaibskiego, w tym w pobliżu Portoryko, Wysp Dziewiczych Stanów Zjednoczonych, Haiti i Zatoki Guantanamo. Okręt pełni także inne zadania, takie jak ochrona granicy morskiej, nadzór ochrony środowiska morskiego, wymuszanie przestrzegania prawa morskiego, poszukiwawczo-ratownicze oraz łamanie lodu.
Stępkę jednostki położono 30 lipca 2001 w stoczni Marinette Marine Corporation w Wisconsin. Zwodowano ją 26 stycznia 2002, matką chrzestną była  Billye Brown, żona kongresmena Henry`ego E. Browna. "Oak" odbył podróż z Marinette do Charleston i wszedł do służby 7 marca 2003, jako pierwszy kuter Straży Przybrzeżnej po stworzeniu Department of Homeland Security. "Oak" przejął kontrolę nad znakami nawigacyjnymi od wycofanych ze służby USCGC "Madrona", USCGC "Laurel" i USCGC "Papaw". 